# Nielsen USTA Pro Tennis Championship 2009
Il Nielsen USTA Pro Tennis Championship 2009 è stato un torneo professionistico di tennis maschile giocato sul cemento, che faceva parte dell'ATP Challenger Tour 2009. Si è giocato a Winnetka negli USA dal 29 giugno al 5 luglio 2009.

## Partecipanti

### Teste di serie
| Nazionalità | Giocatore       | Ranking* | Testa di serie |
| ----------- | --------------- | -------- | -------------- |
| Stati Uniti | John Isner      | 97       | 1              |
| Stati Uniti | Vince Spadea    | 113      | 2              |
| Stati Uniti | Brendan Evans   | 138      | 3              |
| Stati Uniti | Donald Young    | 159      | 4              |
| Stati Uniti | Rajeev Ram      | 160      | 5              |
| Germania    | Simon Stadler   | 161      | 6              |
| Stati Uniti | Ryan Sweeting   | 164      | 7              |
| Italia      | Andrea Stoppini | 177      | 8              |

- Rankings are as of 22 giugno, 2009.

### Altri partecipanti
Giocatori che hanno ricevuto una wild card:
- Alex Bogomolov Jr.
- Samuel Groth
- Dennis Nevolo
- Phillip Simmonds

Giocatori passati dalle qualificazioni:
- Juan-Manuel Elizondo
- G.D. Jones
- Alex Kuznetsov
- Tim Smyczek

## Campioni

### Singolare
Alex Kuznetsov ha battuto in finale  Tim Smyczek con il punteggio di 6–4, 7–6(1)

### Doppio
Carsten Ball /  Travis Rettenmaier hanno battuto in finale  Brett Joelson /  Ryan Sweeting con il punteggio di 6–1, 6–2